# Pseudotanais (Pseudotanais) affinis
Pseudotanais (Pseudotanais) affinis is een naaldkreeftjessoort uit de familie van de Pseudotanaidae. De wetenschappelijke naam van de soort is voor het eerst geldig gepubliceerd in 1887 door Hansen.